# Peranamallur
Peranamallur es una ciudad y nagar Panchayat situada en el distrito de Tiruvannamalai en el estado de Tamil Nadu (India). Su población es de 5801  habitantes (2011). Se encuentra a 62 km de Tiruvannamalai y a 57 km de Vellore.

## Demografía
Según el censo de 2011 la población de Peranamallur era de 5801 habitantes, de los cuales 2878 eran hombres y 2923 eran mujeres. Peranamallur tiene una tasa media de alfabetización del 76,85%, inferior a la media estatal del 80,09%: la alfabetización masculina es del 87,32%, y la alfabetización femenina del 66,68%.